# Kate Bisschop-Swift

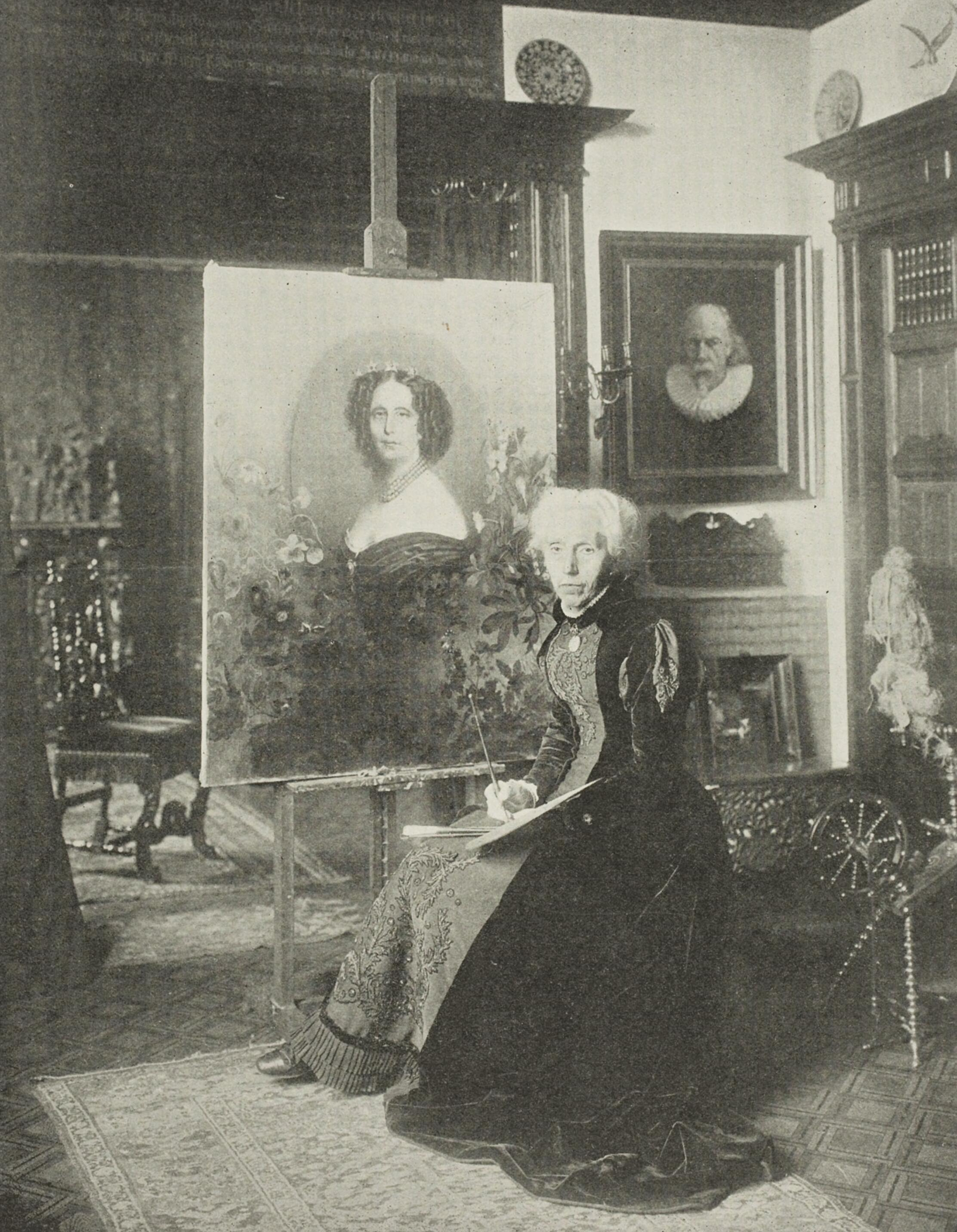
Kate Bisschop-Swift, 1902

Catharina Kate Seaton Foreman Bisschop-Swift (* 6. April 1834 in London; † 16. Mai 1928 in Den Haag) war eine niederländische Genre- und Stilllebenmalerin.

## Leben und Werk

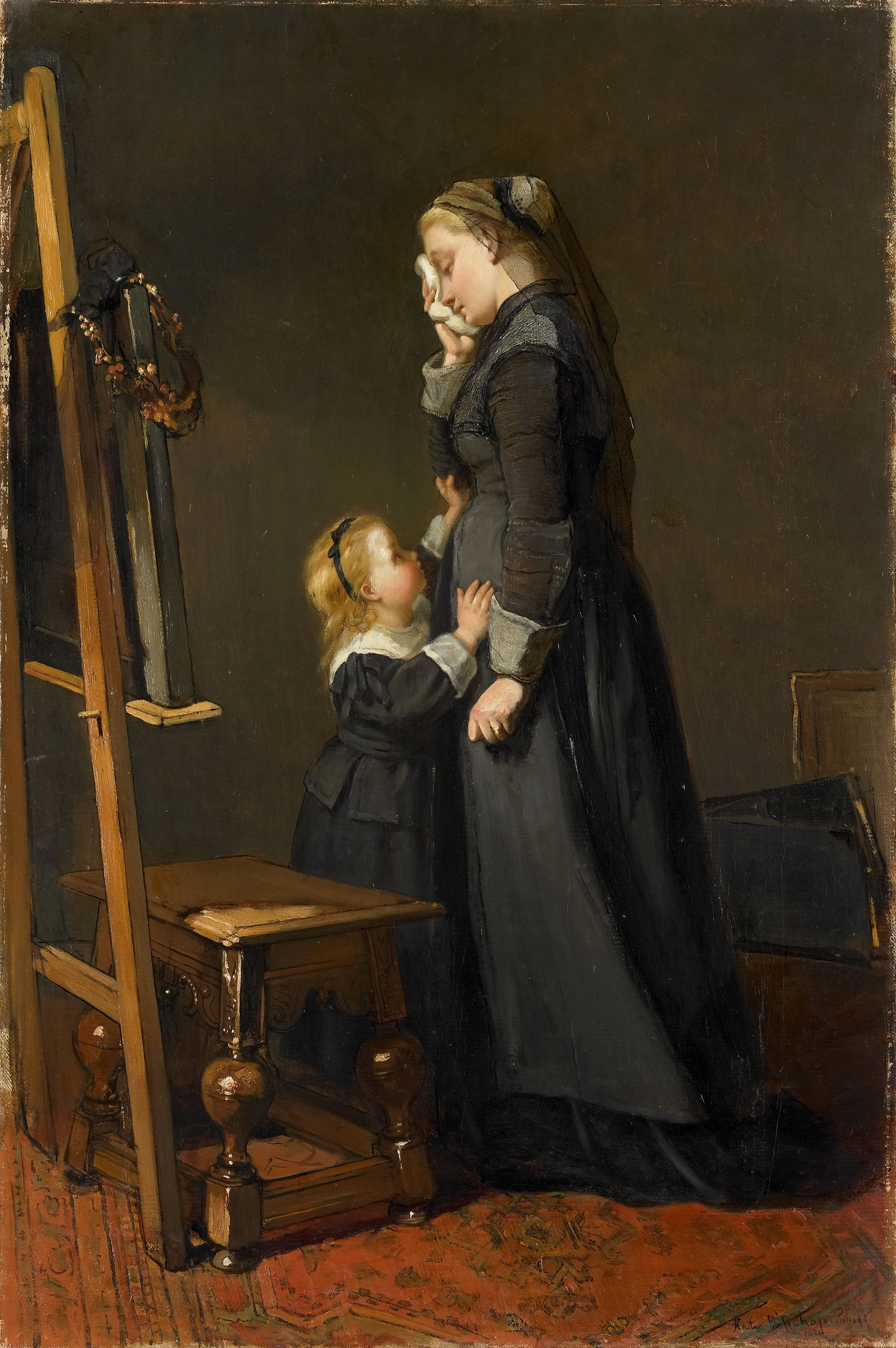
Die Witwe des Malers, 1870

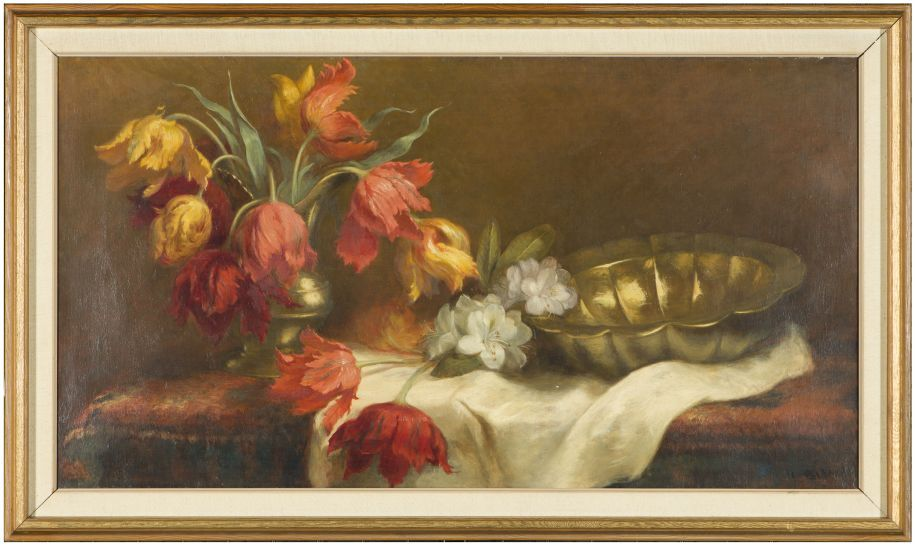
Stillleben, 1928

Kate Swift wurde am 6. April 1834 in London geboren. Ihr Vater war William Burgess Swift. Zunächst arbeitete sie in London als Malerin und ging in den 1860er Jahren in die Niederlande. Dort wurde sie Schülerin des Malers Christoffel Bisschop, den sie am 26. Januar 1869 heiratete. Sie lebte einige Zeit in Leeuwarden, einen Großteil ihres Lebens jedoch in der Frisia-Villa in Scheveningen.
Kate Bisschop-Swift war Mitglied und Mitbegründerin der Künstlervereinigung Hollandsche Teekenmaatschappij in Den Haag zudem die erste Frau die Mitglied der Künstlervereinigung Pulchri Studio wurde. Ihre Arbeiten wurden regelmäßig sowohl in Den Haag als auch im Stedelijk Museum in Amsterdam ausgestellt. Sie malte Stillleben, Porträts, Genre- und Figurenszenen. 1914 wurde sie zum Ehrenmitglied der Friesischen Gesellschaft ernannt.
Zusammen mit Geraldine van de Sande Bakhuyzen, Sientje van Houten und Margaretha Roosenboom malte sie 1874 „Die Haager Waisenkinder“, ein Gemälde für die damalige Königin Sophie anlässlich des 25. Regierungsjubiläums ihres Mannes König Willem III.
Ihre Arbeiten befinden sich in den Sammlungen des Rijksmuseums des Stedelijk Museum Amsterdam und des Fries Museums in Leeuwarden.
Kate Bisschop-Swift starb im Mai 1928 im Alter von 94 Jahren. Sie wurde auf dem Friedhof Oud Eik en Duinen in Den Haag beigesetzt. Das Inventar der von ihr bewohnten Frisia-Villa wurde in das Fries-Museum überführt. Zu dieser Sammlung gehört auch der Schmuck, den Bisschop-Swift von europäischen Monarchen erhielt. Im Fries-Museum wurden Zimmer für die vom Ehepaar Bisschop-Swift übertragene Sammlung eingerichtet.